# Roger de Collerye
Ne doit pas être confondu avec Roger Bontems.
Roger de Collerye, dit Roger Bontemps (1468-1536) fut un prêtre et secrétaire de l'évêque d'Auxerre.

## Biographie
Probablement né à Paris, il y obtient le grade de bachelier en décret. En 1494, il est secrétaire de Jean III Baillet, évêque d'Auxerre. Les historiographes le présentent comme un homme de l'humeur la plus joviale, et il aurait présidé à Auxerre une société facétieuse dont le chef prenait le titre d'abbé des fous. De même que son « nom de guerre » Roger Bontemps, cette présentation repose sur une vision extrêmement romancée.
Collerye est l'auteur d'un certain nombre de pièces dramatiques (une « satyre », trois dialogues et trois monologues - dont le bien obscène Sermon pour une nopce pour un prédicateur déguisé en femme), d'épîtres, de complaintes, de rondeaux, de ballades, d'epithetons ou dictions et d'épitaphes. Pierre Grognet le cite parmi les « bons facteurs ».
Ses textes ont été réunis pour la première fois en 1536 et réimprimés en 1856 par Charles d'Héricault; Frédéric Lachèvre a identifié une série de poèmes non recueillis dans l'édition de 1536 ni dans celle de 1856. En 1997, Sylvie Lécuyer a publié l'édition sans doute définitive de l'œuvre intégrale de Roger de Collerye; le Sermon pour une Nopce se lit aussi dans le recueil de sermons joyeux de Jelle Koopmans.

## Edition des œuvres
- Les Œuvres de maistre Roger de Collerye, Paris, Pierre Roffet, 1536
- Œuvres de Roger de Collerye : nouvelle édition, éd. Charles d'Héricault, Paris, P. Jannet, 1855 (« Bibliothèque elzévirienne », 17)
- Frédéric Lachèvre, Roger de Colllerye et ses poésies dolentes, grivoises et satiriques, Paris, Clavreuil, 1942
- Roger de Collerye, Complainctes, ballades et rondeaux, éd. Jean-Raymond Gosselin, thèse de doctorat Stanford University, 1969
- Sylvie Lécuyer, Roger de Collerye, un héritier de Villon, Paris, H. Champion, 1997
- Dyalogue pour jeunes enfans.
- Monsieur de Delà et monsieur de Deçà.
- Le Résolu.
- Satyre pour les habitans d’Auxerre.
- Sermon pour une nopce.

## Postérité
L'expression « roger-bontemps » est passée dans la langue française pour désigner une personne de belle humeur, un joyeux drille.
Roger Bontemps, ou la Fête des Foux, vaudeville en un acte, par Henri Dupin et Antoine-Pierre-Charles Favart, créé le 27 mars 1809 au Théâtre du Vaudeville.
Roger Bontemps, marche, pour orchestre, avec piano conducteur (1924) de Vladimir Dyck.